# العفج (الرين)
مركز العفج  هو مركزٌ إداري تابعٌ لمحافظة الرين في منطقة الرياض ، ويصنف من فئة (أ) ورمزه 1460.
وهو اكبر أو من أكبر مراكز الرين وتأسس مركز أمارة العفج عام ١٤٠٠ هـ بأمر من خادم الحرمين الشريفين المغفور له بإذن الله/فهد بن عبدالعزيز ال سعود -حينما كان وليًا للعهد آنذاك-
وقد كان أول أمير عين به هو الأمير/ماجد بن محمد بن جليغم -رحمه الله-.
ومن ثم عُين ابنه الشيخ/ محمد بن ماجد بن جليغم
-حفظه الله ومتعه بالصحة والعافيه-
خلفًا له في عام ١٤٣٠ هـ
ومن ثم عُين اخوه الشيخ / هيف بن ماجد بن جليغم
-رعاه الله تعالى وحفظه-.
خلفًا له عام ١٤٤٠ هـ حتى الآن..
اما بالنسبة للبلد فقد تم الاستيطان به عام ١٣٨٩ هـ بأمر من جلالة الملك/فيصل بن عبدالعزيز ال سعود -غفر الله له-.
موقع مركز العفج/
يقع غرب جنوب مدينة الرياض بـ ١٨٢ گم شرق محافظة الرين بـ ١٤ گم ..گما يمتاز المرگز بموقع الجغرافي لوقوعه على طريق الرياض-بيشة .. وطريق محافظة الحريق-الرين..
اما بالنسبة للمرافق الحكومية للمركز فهي على النحو التالي:-
مركز الأمـــارة
مركز الشرطة
مركز البريد السعودي
مكتب الخدمات البلدية
مكتب جمعية الخدمات الإنسانية
مركز الرعاية الأولية الصحية
المجمع التعليمي الابتدائي والمتوسط والثانوي للبنين
المجمع التعليمي الابتدائي والمتوسط والثانوي للبنات
الروضة الاولى للأطفال
مكتب الإشراف لتحفيظ القرآن الكريم
وغيرها من المرافق الأخرى …